# Transsexuellengesetz
Das deutsche Transsexuellengesetz (TSG) wurde im Jahre 1980, mit Wirkung ab 1. Januar 1981, unter dem Titel Gesetz über die Änderung der Vornamen und die Feststellung der Geschlechtszugehörigkeit in besonderen Fällen (Transsexuellengesetz – TSG) verabschiedet. Federführend für den Gesetzesentwurf zeichnete der damalige Bundesinnenminister Gerhart Baum (FDP) aus dem Kabinett Schmidt.
Es ermöglichte Personen, die sich nicht mehr dem Geschlecht in ihrem Geburtseintrag zugehörig fühlen, diesen zu ändern.
Es sah entweder die Anpassung des Vornamens an die empfundene Geschlechtszugehörigkeit vor („kleine Lösung“, §§ 1 ff. TSG) oder die Änderung des Geschlechtseintrages im Geburtsregister (Änderung der personenstandsrechtlichen Geschlechtszuordnung – „große Lösung“, §§ 8 ff. TSG). Die Feststellung der Geschlechtszugehörigkeit konnte zusammen mit der Vornamensänderung oder in einem nachfolgenden Verfahren beantragt werden.
Die Voraussetzungen für die Feststellung der Geschlechtszugehörigkeit waren ab der Entscheidung des Bundesverfassungsgerichts vom 11. Januar 2011 dieselben wie für die Vornamensänderung.
In Abgrenzung dazu regelten § 22 Abs. 3 und § 45b des Personenstandsgesetzes in der Fassung des Gesetzes zur Änderung der in das Geburtenregister einzutragenden Angaben seit dem 22. Dezember 2018 die Erklärung zur Geschlechtsangabe und Vornamensführung bei Personen mit Varianten der Geschlechtsentwicklung. Für Menschen mit einer „lediglich empfundenen Intersexualität“ war seit einem Beschluss des Bundesgerichtshofs vom 22. April 2020 die Streichung des Geschlechtseintrags oder die Eintragung „divers“ (nur) über das TSG möglich. Dieser Beschluss wurde jedoch nicht von allen Amtsgerichten und Standesämtern umgesetzt, manche Amtsgerichte lehnten eine Streichung oder eine Eintragung als divers ab und an manchen Standesämtern stand der § 45b auch transgeschlechtlichen Menschen offen, da hier diese Eigenschaft nicht ausgeforscht wird.
Am 12. April 2024 beschloss der Bundestag das Gesetz über die Selbstbestimmung in Bezug auf den Geschlechtseintrag (SBGG), das am 1. November 2024 in Kraft trat und das TSG aufhob. Es vereinfachte die Änderung des Geschlechtseintrags. Im Rahmen dieser Änderungen wurde die Möglichkeit zur Änderung von Geschlechtseintrag und Vornamen im § 45b PStG gestrichen, sodass für intergeschlechtliche Personen nur die Änderungsmöglichkeit nach dem SBGG verbleibt.

## Materielles Recht

### Gesetzgebung in Deutschland und Rechtsprechung des Bundesverfassungsgerichts
Im Oktober 1978 hatte das Bundesverfassungsgericht entschieden, das allgemeine Persönlichkeitsrecht (Art. 2 Abs. 1 i. V. m. Art. 1 Abs. 1 GG) gebiete es, den Geschlechtseintrag im Geburtenbuch zu ändern, wenn es sich um einen irreversiblen Fall von „Transsexualität“ handele und eine geschlechtsangleichende Operation durchgeführt worden sei.
Nach damaliger Rechtslage sah allein § 47 PStG die Berichtigung eines Registereintrags vor, wenn sich nachträglich herausstellte, dass der Eintrag von Anfang an unrichtig gewesen war. Diese Regelung war so auf die transgeschlechtliche Beschwerdeführerin nicht anwendbar, die zu ihrer Geburt dem männlichen Geschlecht zugeordnet und damit in das Geburtsregister eingetragen worden war. Sie empfand sich erst später nach einer geschlechtsangleichenden Operation als dem weiblichen Geschlecht zugehörig, das sie anstelle des männlichen im Geburtsregister eintragen lassen wollte. Zugleich war es seinerzeit nicht möglich, einen nicht seinem im Geburtenregister eingetragenen Geschlecht entsprechenden Vornamen zu tragen, insbesondere konnten Männer keinen anderen zusätzlichen weiblichen Beinamen führen als „Maria“. Die sich als weiblich identifizierende Beschwerdeführerin hätte also ihren männlichen Geburtsnamen behalten müssen.
Der im Personenstandsgesetz verwendete Begriff der Berichtigung konnte nach Auffassung des Bundesverfassungsgerichts bei verfassungskonformer Auslegung auch die Richtigstellung von Angaben bezeichnen, die erst nachträglich falsch geworden waren. Zur Lösung des Konflikts, der sich für Transmenschen fortwährend aus der Diskrepanz zwischen der gelebten Geschlechtsrolle einerseits und der Führung von Vornamen des anderen Geschlechts in Urkunden und Ausweisen andererseits ergab, sollte jedoch in einer eigenen gesetzlichen Regelung angemessen gelöst werden.
Der Gesetzgeber reagierte mit dem Transsexuellengesetz, das zum 1. Januar 1981 in Kraft getreten ist. Danach können sowohl der Vorname als auch die Feststellung des Geschlechts im Geburtenregister nachträglich geändert werden, wenn auch nur mit Wirkung für die Zukunft. Die nicht mehr aktuellen Daten dürfen allerdings von den Registerbehörden nur noch sehr eingeschränkt an Dritte offenbart werden.

#### Entscheidungen des Bundesverfassungsgerichts zum TSG
Das Bundesverfassungsgericht hat sich seitdem in zahlreichen Entscheidungen mit dem TSG befasst und folgende Vorschriften für verfassungswidrig erklärt:
- § 8 Abs. 1 Nr. 1 i. V. m. § 1 Abs. 1 Nr. 3: Die Altersgrenze von 25 Jahren für die Personenstandsänderung („große Lösung“) verstößt gegen den Gleichheitssatz aus Art. 3 Abs, 1 GG.[8]

- § 1 Abs. 1 Nr. 3: Die Altersgrenze von 25 Jahren für die Vornamensänderung („kleine Lösung“) verstößt ebenfalls gegen den Gleichheitssatz aus Art. 3 Abs, 1 GG.[9]

- Eine Person ist bereits nach Änderung ihres Vornamens entsprechend ihrem neuen Rollenverständnis anzureden und anzuschreiben,[10] d. h. auch wenn (noch) keine geschlechtsangleichende Operation erfolgt ist.

- § 7 Abs. 1 Nr. 3 bestimmte, dass die Vornamensänderung unwirksam wird, wenn der Antragsteller heiratet. Diese Regelung verletzt das grundgesetzlich geschützte Namensrecht eines homosexuell orientierten Transmenschen sowie sein Recht auf Schutz seiner Intimsphäre, solange ihm eine rechtlich gesicherte Partnerschaft nicht ohne Verlust des geänderten, seinem empfundenen Geschlecht entsprechenden Vornamens eröffnet ist. Die Norm ist deshalb bis zu einer gesetzlichen Neuregelung nicht anwendbar.[11] Eine gesetzliche Neuregelung steht bislang aus.

- § 1 Abs. 1 Nr. 1: Verbot der Vornamensänderung und § 8 Abs. 1 Nr. 1 i. V. m. § 1 Abs. 1 Nr. 1: Verbot der Personenstandsänderung für ausländische Transmenschen, die sich rechtmäßig und nicht nur vorübergehend in Deutschland aufhalten, sofern deren Heimatrecht vergleichbare Regelungen nicht kennt.[12] Die Vorschrift war weiter anwendbar, der Gesetzgeber musste aber bis zum 30. Juni 2007 eine verfassungsgemäße Neuregelung schaffen. Mit Art. 3a des Gesetzes zur Änderung des Passgesetzes und weiterer Vorschriften[13] ist das mit Wirkung zum 1. November 2007 (verspätet) geschehen. Das TSG ist seitdem auch auf Staatenlose und in Deutschland lebende ausländische Staatsangehörige anwendbar.

- § 8 Abs. 1 Nr. 2: Es ist einem verheirateten Transmenschen nicht zumutbar, dass seine rechtliche Anerkennung im neuen Geschlecht voraussetzt, dass er sich von seinem Ehegatten scheiden lässt, ohne dass ihm ermöglicht wird, seine ehelich begründete Lebensgemeinschaft in anderer, aber gleich gesicherter Form fortzusetzen. Bis zum Inkrafttreten einer Neuregelung ist § 8 Abs. 1 Nr. 2 (Erfordernis der Ehelosigkeit) nicht anwendbar.[14] Mit dem Gesetz zur Änderung des Transsexuellengesetzes[15] wurde § 8 Abs 1 Nr. 2 TSG mit Wirkung zum 23. Juli 2009 aufgehoben.

- § 8 Abs. 1 Nr. 3 und Nr. 4 verstößt insofern gegen Art. 2 Abs. 1 und 2, Art. 1 Abs. 1 GG, als dass ein Transmensch eine eingetragene Lebenspartnerschaft zur rechtlichen Absicherung seiner gleichgeschlechtlichen Partnerschaft nur begründen kann, wenn er sich zuvor einem seine äußeren Geschlechtsmerkmale verändernden operativen Eingriff unterzogen hat sowie dauernd fortpflanzungsunfähig und personenstandsrechtlich bereits im neuen Geschlecht anerkannt ist.[16][17] Diese Entscheidung ist im Zusammenhang mit der Entscheidung vom 6. Dezember 2005[18] bedeutsam, die es beanstandet hatte, dass ein Transmensch eine rechtlich gesicherte Partnerschaft nicht ohne Verlust seines geänderten Vornamens eingehen konnte. Eine Eheschließung führte regelmäßig zum Verlust des geänderten Vornamens, und die Begründung einer gleichgeschlechtlichen Lebenspartnerschaft war nur möglich nach einer geschlechtsangleichenden Operation. Diese Verfassungsverstöße hat das Bundesverfassungsgericht nunmehr beseitigt, indem es die personenstandsrechtliche Geschlechtszuordnung auch ohne angleichende Operation zulässt. Damit bedarf es auch keiner unfreiwilligen Unfruchtbarkeit (Zwangssterilisation) mehr. Die Voraussetzungen für eine Änderung des Personenstands („große Lösung“) und für die Änderung des Vornamens („kleine Lösung“) unterscheiden sich seit dieser Entscheidung aus dem Jahr 2011 nicht mehr.

Das Bundesverfassungsgericht stellt inzwischen entscheidend darauf ab, welchem Geschlecht sich eine Person psychisch zugehörig fühlt, dokumentiert durch eine Anpassung des Vornamens und des Personenstands. Das biologische Geschlecht erscheint dagegen zweitrangig, mit allen praktischen Konsequenzen. Rechtlich abgesicherte Beziehungen wie die Ehe und die eingetragene Lebenspartnerschaft hingegen bleiben von einer rechtlichen Änderung der Geschlechtszugehörigkeit unberührt.
Zur Begründung verweist das Gericht auf wissenschaftliche Erkenntnisse über die Transgeschlechtlichkeit. Danach seien der Wunsch und die Durchführung geschlechtsangleichender Operationen – anders als zuvor angenommen – nicht kennzeichnend für das Vorliegen von Transgeschlechtlichkeit. Es komme vielmehr auf die „Stabilität des transsexuellen Wunsches“ an, der individuelle Lösungen erfordere, von einem Leben im anderen Geschlecht ohne somatische Maßnahmen über die hormonelle Behandlung bis hin zur weitgehenden operativen Geschlechtsangleichung. Der Operationswunsch allein werde deshalb auch von Gutachtern nicht mehr als zuverlässiges diagnostisches Kriterium für das „Vorliegen von Transsexualität“ angesehen.

### Voraussetzungen für die Änderung des Vornamens und die personenstandsrechtliche Geschlechtszuordnung
Für beide Vorgänge war gemäß § 1 Abs. 1 Nr. 1 bis 3 TSG erforderlich, dass die antragstellende Person
1. sich auf Grund ihrer „transsexuellen Prägung“ nicht mehr dem in ihrem Geburtseintrag angegebenen Geschlecht, sondern dem anderen Geschlecht als zugehörig empfindet,
2. mit hoher Wahrscheinlichkeit anzunehmen ist, dass sich ihr Zugehörigkeitsempfinden zum anderen Geschlecht nicht mehr ändern wird, und
3. sie
a) Deutscher im Sinne des Grundgesetzes ist,
b) als Staatenloser oder heimatloser Ausländer ihren gewöhnlichen Aufenthalt im Inland hat,
c) als Asylberechtigter oder ausländischer Flüchtling ihren Wohnsitz im Inland hat oder
d) als Ausländer, dessen Heimatrecht keine diesem Gesetz vergleichbare Regelung kennt,
aa) ein unbefristetes Aufenthaltsrecht besitzt oder
bb) eine verlängerbare Aufenthaltserlaubnis besitzt und sich dauernd rechtmäßig im Inland aufhält.

### Eltern-Kind-Verhältnis
- Sofern nur die Änderung der Vornamen vorgenommen wurde, wird diese durch die Geburt eines danach gezeugten Kindes automatisch unwirksam (§ 7 Abs. 1 Nr. 1 und 2 TSG). Danach können, sofern aus „schwerwiegenden Gründen anzunehmen ist, daß der Antragsteller sich weiter dem nicht seinem Geburtseintrag entsprechenden Geschlecht als zugehörig empfindet“, die Vornamen auf Antrag erneut in diejenigen geändert werden, die bis zum Unwirksamwerden der Entscheidung geführt wurden (§ 7 Abs. 3 TSG). So können beispielsweise Vergewaltigungsopfer ihre gewünschten Vornamen wiedererlangen.
- Änderungen der Vornamen und Geschlechtszugehörigkeit behalten auch nach der Geburt eines Kindes, das danach gezeugt wurde, ihre Gültigkeit.[21] Die Entscheidung nach dem TSG bleibt jedoch im Bezug die leiblichen Kinder unberücksichtigt (§ 11 Satz 1 TSG). Dementsprechend sind bei Kindern, unabhängig vom Zeitpunkt ihrer Geburt, stets Vornamen und Geschlecht der leiblichen Eltern so zu nennen, wie diese vor dem TSG-Beschluss gültig waren;[21] auch die Verwandtschaftsbeziehung ist im Geburtseintrag des Kindes so zu vermerken, als habe die Entscheidung nach dem TSG nicht stattgefunden.[21][22][23] Das bedeutet beispielsweise, dass Transmänner, die ein leibliches Kind gebären, als dessen Mutter im Geburtseintrag verzeichnet werden.[21]
- Bei Adoptivkindern hängt das Rechtsverhältnis vom Zeitpunkt der Adoption ab: Es gelten stets die zur Zeit der Annahme des Kindes gültigen Vornamen und Geschlechtsangaben, ungeachtet etwaig vorausgegangener oder nachfolgender Entscheidungen nach dem TSG (§ 5 Abs. 3 und § 11 Satz 1 TSG).
- Das Rechtsverhältnis zu den Eltern wird durch eine Entscheidung nach dem TSG nicht beeinflusst (§ 11 Satz 1 TSG).

### Weitere Folgen
Standesamt
Eine Änderung der Vornamen oder des Geschlechtseintrags führt nach § 63 PStG zu einer Auskunftssperre hinsichtlich des Geburtenregisters und ggfs. des Eheregisters, sodass Auskünfte nur noch der Transperson selbst und ggfs. ihrem Ehe- oder Lebenspartner erteilt werden dürfen, nicht jedoch anderen Verwandten, Behörden oder Gerichten.
Melderegister
Bei einer Vornamens- und Personenstandsänderung nach dem Transsexuellengesetz wird ein neuer Datensatz bei der Meldebehörde angelegt. In dem neuen Datensatz darf im Zusammenhang mit dem neuen Namen weder der vor der Personstandsänderung geführte Name noch ein sonstiger Hinweis auf die Geschlechtsänderung im Melderegister gespeichert werden. Die Identifikationsnummer wird in den neuen Datensatz übernommen. Für den neuen Datensatz wird grundsätzlich keine Auskunftssperre eingerichtet. Der Datensatz vor der Geschlechtsänderung erhält eine Auskunftssperre und wird als Wegzug „nach unbekannt“ in den Datenbestand überführt. Dieser Datensatz steht nicht für Datenabrufe zur Verfügung. Die bisherigen Daten unterliegen grundsätzlich einem Offenbarungsverbot. Für den Fall des Vorliegens einer Ausnahme vom Offenbarungsverbot gemäß TSG ist der Verweis von dem bisherigen Datensatz auf den aktuellen Datensatz zu gewährleisten.
Steuern
Das Bundeszentralamt für Steuern (BZSt) erhält vom Meldeamt eine Änderungsnachricht, in der die Mitarbeiter auch die Auskunftssperre mitzuteilen haben. Neue steuerliche Identifikationsnummern werden hingegen nicht vergeben. Da Sperren aufgrund eines TSG-Beschlusses eine eigene Schlüsselnummer haben, werden dem Zentralamt alle Personen mit TSG-Beschluss bekannt. Im Gegensatz zu Sperren, die aus Sicherheitsgründen veranlasst wurden, quittiert das BZSt dem Meldeamt die Sperre nicht. Das Bundeszentralamt speichert nach § 139b Abs. 3 auch den früher geführten Vornamen.
Rentenversicherung
Die Rentenversicherungsnummer enthält 12 Stellen, 11 Zahlen und einen Buchstaben. Die 10-11 Stelle der Nummer steht für das Geschlecht. Die Zahlen 00 und 49 stehen für männlich, die Zahlen 50-99 für weiblich oder divers oder offen gelassener Geschlechtseintrag. Die Zahlen für das Geschlecht werden nach der Änderung des Personenstands (TSG) geändert. Ein zum Zeitpunkt der Rechtskraft der Entscheidung bereits bestehender Anspruch auf Renten oder andere wiederkehrende Leistungen, die an das Geschlecht der Person anknüpfen, bleibt durch die Änderung des Geschlechtseintrags unberührt (§ 12 TSG). In der Praxis betraf das nur wenige Sonderfälle, etwa die ab dem 60. Geburtstag mögliche Altersrente für Frauen, die vor 1952 geboren wurden. Zukünftige Rentenansprüche richten sich hingegen stets nach dem neuen Geschlechtseintrag.

### Rechtslage in Europa
Unabhängig von den Entscheidungen auf nationaler Ebene entschied der Europäische Gerichtshof für Menschenrechte (EGMR) im Jahr 2002 zugunsten eines britischen Klägers, dass aus Art. 8 der Konvention zum Schutze der Menschenrechte und Grundfreiheiten (EMRK) die Pflicht eines Staates folgt, einen Transmenschen nach erfolgter geschlechtsangleichender Operation auch rechtlich als dem neuen Geschlecht zugehörig anzuerkennen.
Der EGMR entschied auch, dass der Staat seine Pflichten aus Art. 12 EMRK verletzt, wenn er Transmenschen nach operativer Geschlechtsanpassung daran hindert, eine Ehe mit einem Partner des (nunmehr) anderen Geschlechts einzugehen.
Der Europäische Gerichtshof (EuGH) entschied bereits in den 1990er Jahren, dass es gegen den Grundsatz der Gleichbehandlung von Frauen und Männern verstößt, wenn einem Transmenschen wegen einer beabsichtigten oder durchgeführten Geschlechtsangleichung gekündigt wird.
Ein Mitgliedstaat der Gemeinschaft verletzt den in Art. 141 des Vertrages zur Gründung der Europäischen Gemeinschaft (EGV) niedergelegten Gleichbehandlungsgrundsatz von Mann und Frau, wenn er es einem operierten Transmenschen unmöglich macht, eine Ehe mit einer Person anderen Geschlechts einzugehen.
Schließlich gewährleistet der Grundsatz der Gleichbehandlung von Männern und Frauen im Bereich der sozialen Sicherheit, dass eine Transfrau bezüglich des Renteneintrittsalters gleich zu behandeln ist, wie Frauen, deren Geschlechtszugehörigkeit nicht das Ergebnis einer operativen Geschlechtsangleichung ist.
Mit dem Gender Recognition Act von 2004 hat man in Großbritannien diese Vorgaben umgesetzt.
Auch in anderen europäischen Ländern gibt es die Möglichkeit zur rechtlichen Anerkennung Transgeschlechtlicher ihrer Geschlechtszugehörigkeit.
In folgenden Ländern wird die Fortpflanzungsunfähigkeit verlangt: Bosnien-Herzegowina, Tschechien, Finnland, Kosovo, Lettland, Montenegro, Rumänien, Serbien und Türkei.
In diesen Ländern wird eine Entscheidung auf der Basis von psychologischen Gutachten getroffen: Österreich, Kroatien, Tschechien, Estland, Finnland, Italien, Lettland, Litauen, Niederlande, Polen, Rumänien, Slowenien und Schweden.
In folgenden Ländern gibt es ein Selbstbestimmungsgesetz, für die rechtliche Anerkennung der geschlechtlichen Identität werden keine Gutachten und keine Fortpflanzungsunfähigkeit benötigt:
Argentinien(2012) Dänemark (2014), Malta (2015), Irland (7/2015), Norwegen (6/2016), Belgien (1/2018), Luxemburg (2018), Portugal (2018), Spanien (2021) und Schweiz (1/2022). In Schweden gibt es ein laufendes Gesetzgebungsverfahren, das auf die Abschaffung der psychologischen Begutachtung zielt.
Wegen gesellschaftlicher Vorbehalte und bürokratischer Hürden hat der Europarat April 2015 eine Resolution verabschiedet. Diskriminierung wegen der Geschlechtsidentität soll verhindert werden, und der Geschlechtseintrag auf Personalausweis, Geburtsurkunde und anderen Dokumenten soll „schnell, transparent und leicht zugänglich“ abänderbar sein. Die Vertreter Deutschlands im Europarat stimmten dem zu.

## Verfahren
Das Verfahren begann mit einem schriftlichen Antrag der Transperson. Zuständig ist das Amtsgericht am Sitz des Landgerichts, in dessen Bezirk die Person ihren Wohnsitz hat, allerdings haben hier die allermeisten Bundesländer abweichende Rechtsverordnungen erlassen, durch die meist ein Gericht für das gesamte Bundesland zuständig ist. Für Deutsche im Ausland ist das Amtsgericht Schöneberg in Berlin zuständig.
Bei dem Verfahren handelt es sich um ein höchstpersönliches, das grundsätzlich nicht durch einen gesetzlichen Vertreter wahrgenommen werden kann. Ist die Transperson allerdings geschäftsunfähig, kann ein rechtlicher Betreuer dieses Verfahren im Namen des Betreuten einleiten; er benötigt hierzu die Genehmigung des Betreuungsgerichts. Das Oberlandesgericht Brandenburg hat mit Urteil vom 24. Januar 2017, 10 WF 80/16, klargestellt, dass die Praxis, zusätzlich ein Familiengericht bei Kindern und Jugendlichen nach vollendetem 7. Lebensjahr einzuschalten, unzulässig ist, da es sich hierbei nicht um geschäftsunfähige Personen handelt.
Das Gericht verfährt seit dem 1. September 2009 nach dem Gesetz über das Verfahren in Familiensachen und in den Angelegenheiten der freiwilligen Gerichtsbarkeit (FamFG). Es gilt der sog. Amtsermittlungsgrundsatz, d. h. das Gericht ermittelt den maßgeblichen Sachverhalt von Amts wegen. Es holt insbesondere zwei voneinander unabhängige Gutachten von Sachverständigen ein, die auf Grund ihrer Ausbildung und ihrer beruflichen Erfahrung mit den besonderen „Problemen des Transsexualismus“ ausreichend vertraut sind. Die Gutachter haben auch dazu Stellung zu nehmen, ob sich nach den Erkenntnissen der medizinischen Wissenschaft das Zugehörigkeitsempfinden des Antragstellers mit hoher Wahrscheinlichkeit nicht mehr ändern wird (§ 4 Abs. 3 TSG). Der Antragsteller hat die Möglichkeit, in seinem Antrag auch Gutachter seines Vertrauens vorzuschlagen.
Außerdem hört das Gericht den Antragsteller persönlich an.
Am Verfahren ist außer dem Antragsteller niemand beteiligt. (Bis 2017 hat ein „Vertreter des öffentlichen Interesses“ an dem Verfahren teilgenommen, der die Interessen Dritter, insbesondere der Kinder und der Eltern des Antragstellers, vertreten sollte. Diese Funktion wurde etwa von Behördenmitarbeitern aus den Fachverwaltungen wahrgenommen, z. B. den nach Landesrecht für das Personenstandswesen zuständigen Aufsichtsbehörden.)
Finanziell Bedürftige können Verfahrenskostenhilfe beantragen und werden dann insbesondere nicht mit den Kosten der medizinischen Begutachtung belastet.

## Reformansätze und Ablösung
Insbesondere seit 2011, jedoch auch zuvor (2009, 2010) gab es mehrere Ansätze, das TSG durch Regelungen zu ersetzen, die den Entscheidungen des Bundesverfassungsgerichts und dem aktuellen Stand der Wissenschaft entsprechen. Unter der Bezeichnung Selbstbestimmungsgesetz lagen 2017, 2021 und 2022 Entwürfe vor. Ihnen gemein ist insbesondere die Abschaffung der Begutachtung und des Gerichtsverfahrens, die durch eine einfache Erklärung vor dem Standesamt ersetzt werden sollen. Der aktuelle Entwurf, der seit Mai 2023 vorliegt, sollte nach Vorhaben der Bundesregierung vor der Sommerpause beschlossen werden, dieses Ziel wurde allerdings verfehlt.

### Abschaffung des Begutachtungsverfahrens
Im Jahr 2011 hat sich ein bundesweiter parteiunabhängiger Arbeitskreis aus interessierten Organisationen und Einzelpersonen gebildet, der die weitere Reform des TSG vorantreiben will. In einem gemeinsamen Konsenspapier vom 1. Juni 2012 werden als zentrale Forderungen genannt:
- Verwirklichung des Selbstbestimmungsrechtes von Transpersonen durch Abschaffung der Begutachtung und des mit Kosten (durchschnittlich 1.900 €[59]) verbundenen gerichtlichen Verfahrens, das (Stand 2017) nur in unter 1 % der Fälle zu einer Ablehnung des Antrags führt.[59]
- Aufhebung des TSG als Sondergesetz und Integration notwendiger Regelungen in bestehendes Recht.
- Anstelle des gerichtlichen Verfahrens Änderung des Vornamens und des Personenstandes auf Antrag bei der für das Personenstandswesen zuständigen Behörde.
- Ausbau des Offenbarungsverbots; Einbeziehung von Verstößen in das Ordnungswidrigkeitenrecht.
- Rechtliche Absicherung der Leistungspflicht der Krankenkassen bei geschlechtsangleichenden Maßnahmen (Hormontherapie, Operationen, Folgemaßnahmen wie Epilation).

### Gleichstellung von Trans- und Intergeschlechtlichen Menschen im Personenstandsrecht
Seit September 2014 gibt es unter Vorsitz des Bundesministeriums für Familie, Senioren, Frauen und Jugend eine interministerielle Arbeitsgruppe zur Situation inter- und transgeschlechtlicher Menschen. Unter Einbindung von Interessenverbänden sollen weitere Gesetzesänderungen beraten werden.
Mit Wirkung zum 22. Dezember 2018 wurde in § 22 Abs. 3, § 45b PStG n.F. für Personen mit Varianten der Geschlechtsentwicklung die Möglichkeit geschaffen, den Personenstandsfall mit der Geschlechtsangabe „divers“ in das Geburtenregister eintragen zu lassen. Die Neuregelung gilt nur für intergeschlechtliche Menschen, doch auch trans Personen haben von dem Antragsrecht Gebrauch gemacht. Nach höchstrichterlicher Rechtsprechung geht das TSG von einem binären Geschlechtssystem aus, indem es in § 8 Abs. 1 TSG nur zwischen „dem im Geburtseintrag angegebenen“ und dem „anderen Geschlecht“ unterscheidet. Die Vorschrift ist jedoch analog auf Fälle anwendbar, in denen sich Personen mit biologisch weiblich oder männlichem Geburtsgeschlecht keinem dieser beiden Geschlechter zugehörig fühlen.
Im Mai 2019 legte das Bundesinnenministerium gemeinsam mit dem Bundesjustizministerium einen weiteren Referentenentwurf vor. Mit dem Entwurf sollten die materiellen Voraussetzungen für die Änderung des Geschlechtseintrags und der Vornamen sowohl für inter- als auch für transgeschlechtliche Personen im Personenrecht des Bürgerlichen Gesetzbuchs (BGB) geregelt werden. Dieser Entwurf stieß auf heftige Kritik, weil Fachverbände unter anderem dazu aufgerufen wurden, binnen 48 Stunden eine Stellungnahme abzugeben. Mehr als 30 Stellungnahmen wurden eingereicht, alle lehnten den neuen Entwurf ab, weil er im Verfahren weiterhin eine Ungleichbehandlung zwischen trans- und intergeschlechtlichen Menschen vorsieht. Während Intergeschlechtliche ihren Vornamen und Personenstandseintrag durch Erklärung gegenüber dem Standesamt ändern können (§ 22 Abs. 3, § 45b PStG), wurde diese Möglichkeit Transmenschen vorenthalten. Außerdem wurde kritisiert, dass zusätzlich Ehepartner angehört und eine dreijährige Sperrfrist eingeführt werden sollte. Das Transsexuellengesetz würde man größtenteils in das Bürgerliche Gesetzbuch verlagern. Aufgrund erheblicher Proteste wurde dieser Referentenentwurf bei einem Termin im BMJV mit der Justizministerin Katarina Barley diskutiert, anschließend aber nicht weiter verfolgt. Unter Interessenverbänden besteht der Verdacht, dass das Bundesinnenministerium mit diesem Referentenentwurf die neue Möglichkeit nach § 45b PStG wieder schließen wollte.

### Entwürfe zum Selbstbestimmungsgesetz
Seit Mai 2017 liegt ein Gesetzentwurf der Grünen-Fraktion im Bundestag vor, der vorsieht, das aktuelle Transsexuellengesetz durch ein sogenanntes Selbstbestimmungsgesetz zu ersetzen. Am 2. Juni 2017 wurde in Folge einer Unterschriftenaktion zahlreicher Interessenvertretungen im Bundesrat beschlossen, das Recht auf Selbstbestimmung zu stärken.
2020 unternahmen Oppositionsparteien einen weiteren Vorstoß zur Reform des Trans*-Rechts und präsentierten neue Gesetzesentwürfe. Diese fanden bei den Interessenvertretungen breite Zustimmung., welche nun auch im Bundestag zum Thema gemacht wurden. Die Unionsparteien hielten eine Nachweispflicht jedoch weiterhin für erforderlich. Die Gesetzesentwürfe der Bundestagsfraktionen FDP und Bündnis 90/Die Grünen zur Erlassung von Selbstbestimmungsgesetzen wurden 2021 abgelehnt. Die Haltung der SPD wurde dabei von Oppositionspolitikern kritisiert, weil sie – unter Einhaltung des Koalitionsvertrages – gegen die Gesetzesentwürfe der Opposition stimmte.
In der 20. Wahlperiode legte die Bundesregierung am 30. Juni 2022 ein Eckpunktepapier zu einem Selbstbestimmungsgesetz vor, wonach volljährigen Personen die Möglichkeit zur Personenstands- und Vornamensänderung als Verwaltungsakt ohne weitere Nachweise ermöglicht werden soll. Auch Regelungen für Minderjährige sowie ein Offenbarungsverbot sind enthalten.
Im Mai 2023 wurde der Entwurf eines Gesetzes über die Selbstbestimmung in Bezug auf den Geschlechtseintrag und zur Änderung weiterer Vorschriften durch das Bundesjustiz- und Bundesfamilienministerium vorgelegt, welches das TSG ersetzen soll. Demnach soll jeder Erwachsene höchstens einmal jährlich mit lediglich einer „Erklärung mit Eigenversicherung“ beim Standesamt seinen Geschlechtseintrag und Vornamen im Personenstandsregister ändern können. Die Änderung muss drei bis sechs Monate vor der Erklärung bei dem Standesamt angemeldet werden. Wehrpflichtige sollen im Verteidigungsfall weiterhin dem männlichen Geschlecht zugeordnet bleiben. Der Gesetzentwurf wurde vom Bundestag am 12. April 2024 in namentlicher Abstimmung in der Ausschussfassung angenommen.